# 홈런 더비
홈런 더비(Home Run Derby)는 홈런을 누가 더 많이 치나 겨루는 게임이다. 흔히 매년 각국 야구 리그의 올스타 게임 전날 열린다.
홈런 더비에 참가하면 후반기 성적이 나빠질 거라는 속설이 있지만 과학적으로 검증된 바는 없다. 여느 시즌들에 비해 유난히 좋은 성적을 전반기에 낸 타자들이 참가 제안을 받고 경기 뒤 후반기 성적이 전반기의 그것에 비해 나빠지는 경우가 자주 목격되지만 이는 홈런 더비 때문이 아니라 본래의 성적이 나오는 자연스러운 현상이다. 2018년 메이저 리그 베이스볼 홈런 더비 참가 제안을 받은 추신수도 거절했다.